# Klosterwinkel
Klosterwinkel ist der Name für ein Siedlungsgebiet in der Gemeinde Deutschlandsberg in der Steiermark, bis 2014 gehörte es zur damaligen Gemeinde Kloster. Das Siedlungsgebiet liegt in der gleichnamigen größeren Katastralgemeinde Klosterwinkel.

## Geografie

### Siedlungsgebiet
Klosterwinkel liegt am Nordosthang des Schwarzkogels. Es grenzt im Nordwesten an die Freiländer Alm auf dem Höhenzug der Koralpe, im Südosten an den Ort St. Oswald in Freiland. Im Süden wird es durch den Schwarzkogel, im Norden durch den Wildbach begrenzt.
Dieses Gebiet wird auch als „Kloster“ bezeichnet, wie die frühere Gemeinde, in der es liegt. Das kann zu Verwechslungen dieses Gemeindeteils mit der ehemaligen Gemeinde selbst führen. Klosterwinkel hat keinen Ortskern. Im Amtskalender und in statistischen Unterlagen wird sie mit der Abkürzung „ZH“ für „zerstreute Häuser“ als Teil des Ortes „Kloster“ erwähnt. In der Mitte von Klosterwinkel fließt der Klosterbach.
Als Siedlungsgebiet ist Klosterwinkel kleiner als die Katastralgemeinde. Es hat nach den amtlichen Statistikunterlagen auf Basis der Volkszählung 2001 69 Gebäude, davon 44, in denen Menschen ihren Hauptwohnsitz haben. In Klosterwinkel gab es 2001 52 Haushalte und 75 Wohnungen. In Klosterwinkel wurden 2001 29 Nebenwohnsitze gezählt, 10 Arbeitsstätten und 34 land- und forstwirtschaftliche Betriebsstätten. In diesen Volkszählungsunterlagen wird Klosterwinkel als „Kloster“ geführt.

### Katastralgemeinde
Die Katastralgemeinde Klosterwinkel umschließt den Schwarzkogel halbkreisförmig von Südost über Nord bis Südwest.
Der Ort St. Oswald in Freiland und die Freiländer Alm liegen ebenfalls in der Katastralgemeinde Klosterwinkel. Die zweite Katastralgemeinde in der Gemeinde Kloster, Rettenbach, wird von Klosterwinkel auf drei Seiten umschlossen.
Im Norden grenzt die Katastralgemeinde Klosterwinkel an die Gemeinden Hirschegg-Pack (Ortsteil Pack) und Edelschrott (Ortsteil Modriach). Die nordöstliche Grenze gegen den Deutschlandsberger Ortsteil Bad Gams bildet im Wesentlichen der Wildbach. Im Osten liegt Freiland. Im Süden bildet der Kamm des Schwarzkogels die Grenze zur Katastralgemeinde Rettenbach. Im Westen und Südosten grenzt Klosterwinkel mit Osterwitz an einen weiteren Ortsteil der Gemeinde Deutschlandsberg und im Südwesten an Kärnten (Gemeinde Preitenegg).

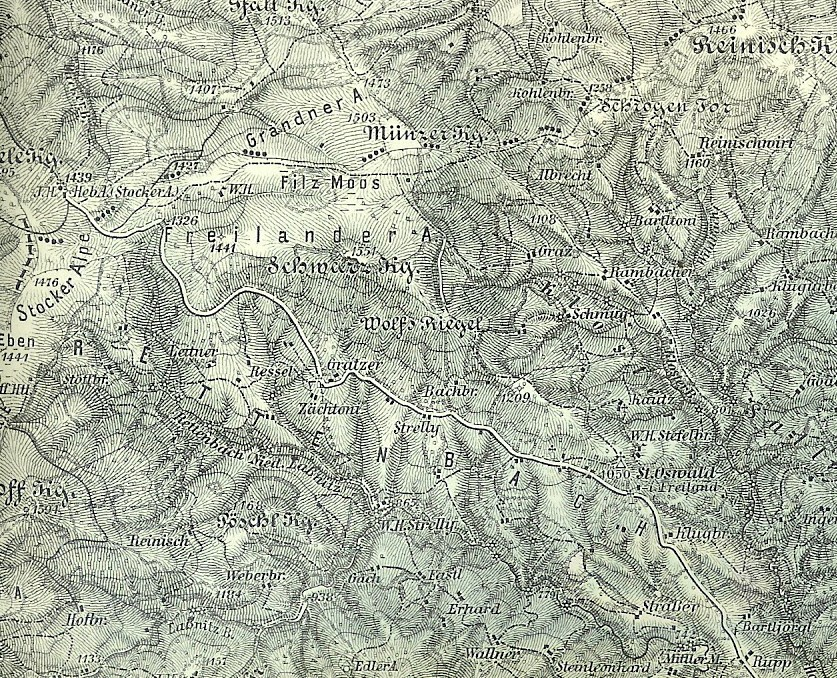
Lage von Klosterwinkel (Mitte rechts), früher als „Kloster“ bezeichnet

### Sterzriegel
Der Sterzriegel ist ein Bergrücken in der Mitte von Klosterwinkel. Er beginnt am Nordhang des Schwarzkogels und verläuft nach Südosten. Der Sterzriegel trennt das Quellgebiet des Wildbaches vom Lauf des Klosterbaches, er endet an der Mündung des Klosterbaches in den Wildbach. Auf ihm lagen bzw. liegen Grundstücke der Bauernhöfe Gratzen, Zachen, Rambacher (Reinbacher), Lichtenegger und Schmuckfastl.
Für den Namen des Sterzriegels werden mehrere Erklärungen gegeben:
- Sterz ist ein altes Wort für etwas, das woanders hervor ragt oder abzweigt, wie der Griff eines Pfluges, der Schwanz eines Tieres, ein Ausläufer, ein Strunk.[4] Diese Ableitung kann auf der Form des Sterzriegels beruhen, der spitz aus dem Schwarzkogelmassiv herausragt.

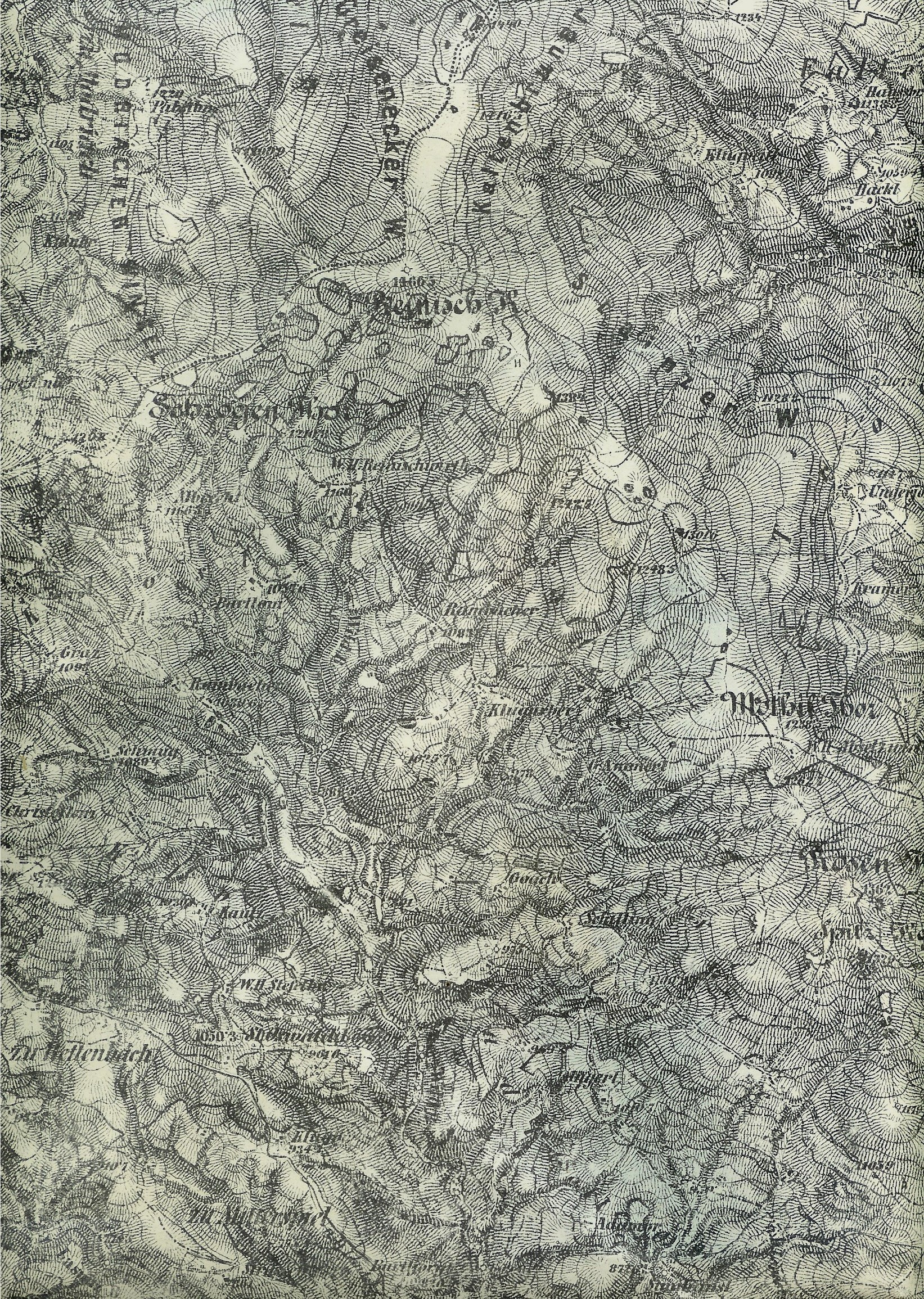
Klosterwinkel Ende des 19. Jahrhunderts, Aufnahmeblatt der 3. Landesaufnahme

- Der Name des Rückens soll auf seine (im Vergleich zu den anderen Bereichen des Gebietes) klimatisch begünstigte Lage hinweisen, die früher zum Anbau von Kukuruz genutzt wurde. Aus Mais-Grieß wurde Sterz zubereitet. Mais war durch kaiserliche Verordnung 1733 zum zehentfreien Getreide erklärt worden und wurde damit zu einer bevorzugten Anbaupflanze.[5]

Der Sterzriegel kann eines der frühen Anbauversuchsgebiete gewesen sein.
- Eine andere Deutung verweist darauf, dass der Rücken eine Form wie ein Maiskolben hat, der im Tal des Wildbaches liegt. Diese Deutung geht davon aus, dass der Rücken früher Felder – wenn schon nicht mit Mais, so doch – mit Getreide (Weizen, Gerste, Roggen, Hafer) trug, die das Gebiet im Sommer im Vergleich zu den umliegenden Wäldern gelb hervorhoben.

Über den Sterzriegel führte eine Verbindung zur „Greimstraße“: Diese Straße wurde 1225 anlässlich eines Grenzstreites mit dem Stift Admont erwähnt („landstrazze“). Sie begann in Gams und führte über den Greim und Sallegg bis auf die Berghöhen.
An dieser Straße befand sich die „Hube an der Absetz“.
Dieser Name war die Bezeichnung des alten, heute nicht mehr vorhandenen letzten Bauernhofes des Rettenbachtals am Beginn der Hebalm (auch Nikljosl genannt, ca. 500 m südöstlich des heutigen Hebalmwirtshauses Rehbockhütte).
Damit ist ein Verlauf über die Gemeinde Kloster vorgegeben: Die Straße kann westlich des Schwarzkogels über die Freiländer Alm über den Klosterwinkel und den Sterzriegel oder südlich über das Gebiet von Rettenbach verlaufen sein.

## Geschichte

### Allgemein
Das Gebiet des heutigen Klosterwinkel war nach dem Urbar des Stiftes Admont aus 1548 eines der drei Siedlungsgebiete der Besitzungen dieses Klosters im Bereich von Freiland: „im unteren Ort“ (= das heutige Freiland), „im Rötenpach“ und „im Kloster“.

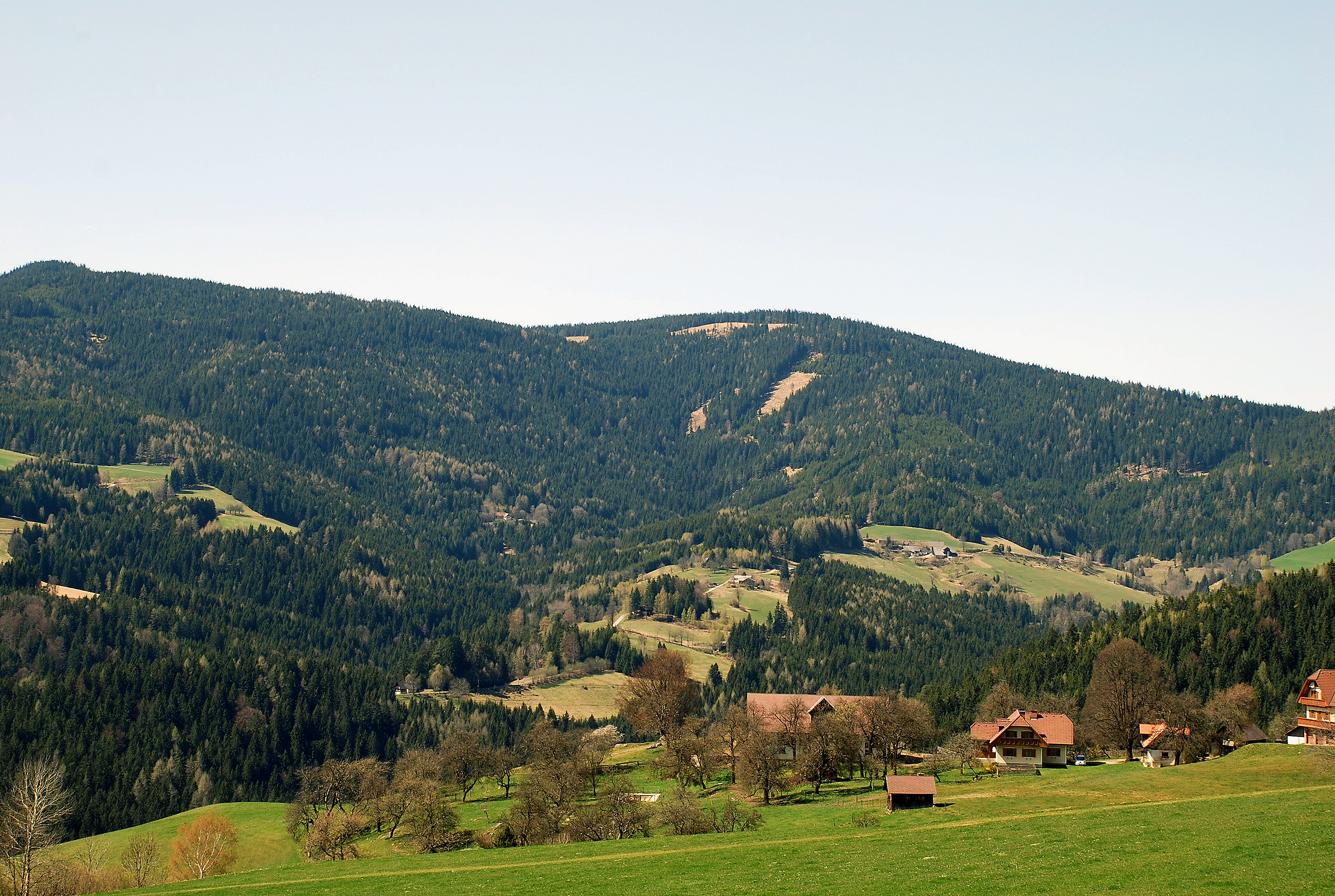
Klosterwinkel mit Sterzriegel, im Zentrum Bauernhof vlg. Gratzen (nur Dächer), links Mitte vlg. Zachn, am Horizont li. Schwarzkogel, re. Münzerkogel (im Vordergrund: Sallegg)

Klosterwinkel war ab 1770 bis zur Entstehung der Gemeinde Kloster eine selbstständige Konskriptionsgemeinde. Die Steuereinhebung und die Erfassung der Soldaten erfolgte in solchen Gemeinden.
Bis zum Jahr 1891 grenzte Klosterwinkel an den Ortsteil „Ober Mitterspiel“ der Gemeinde Freiland (damals: Mitterspiel genannt). Erst mit diesem Jahr wurde dieses Gebiet, das südlich des Ortes St. Oswald liegt, der Katastralgemeinde Klosterwinkel angeschlossen. Angaben über Flächen und Einwohnerzahlen bis zum Jahr 1890 beziehen sich auf das frühere, kleinere Gebiet der Katastralgemeinde.
Ortsangaben im Gebiet können mehrdeutig sein: Die Josephinische Landesaufnahme um 1790 bezeichnet (nur) den östlichen Teil des heutigen Klosterwinkel als „Im Kloster“ und erst den Talschluss des Wildbaches als Klosterwinkel. Umgekehrt wird in kartografischen Unterlagen aus dem 19. Jahrhundert nur der Talschluss als „Kloster“ ausgewiesen.
Die Blätter des Franziszeischen Katasters sind Belege der wirtschaftlichen Nutzung.

### Siedlungs- und Wirtschaftsgeschichte sind in Namen dokumentiert
Der Name Klosterwinkel leitet sich nicht von der (nur auf dem Katasterplan leicht erkennbaren) Ausdehnung ab, sondern davon, dass das Gebiet am Oberlauf, also im letzten, hinteren Teil des Wildbachtales liegt und dass dieses Gebiet klösterlicher Besitz war. Diese Beziehung besteht seit der Übergabe des Gemeindegebietes an das Stift Admont im Jahr 1203. Das nördlich von Klosterwinkel gelegene Gebiet war damals schon im Besitz der Klöster Rein bei Graz und Admont, sodass das Gebiet nicht bloß selbst Klosterbesitz war, sondern auch an solchen grenzte.
Die Bezeichnung eines Talschlusses als Winkel ist in Österreich verbreitet und findet sich auch in einem Ortsteil in Osterwitz oder Heiligenblut.

Grenzen und Flächennutzung von Klosterwinkel um 1825 (Franziszeischer Kataster)
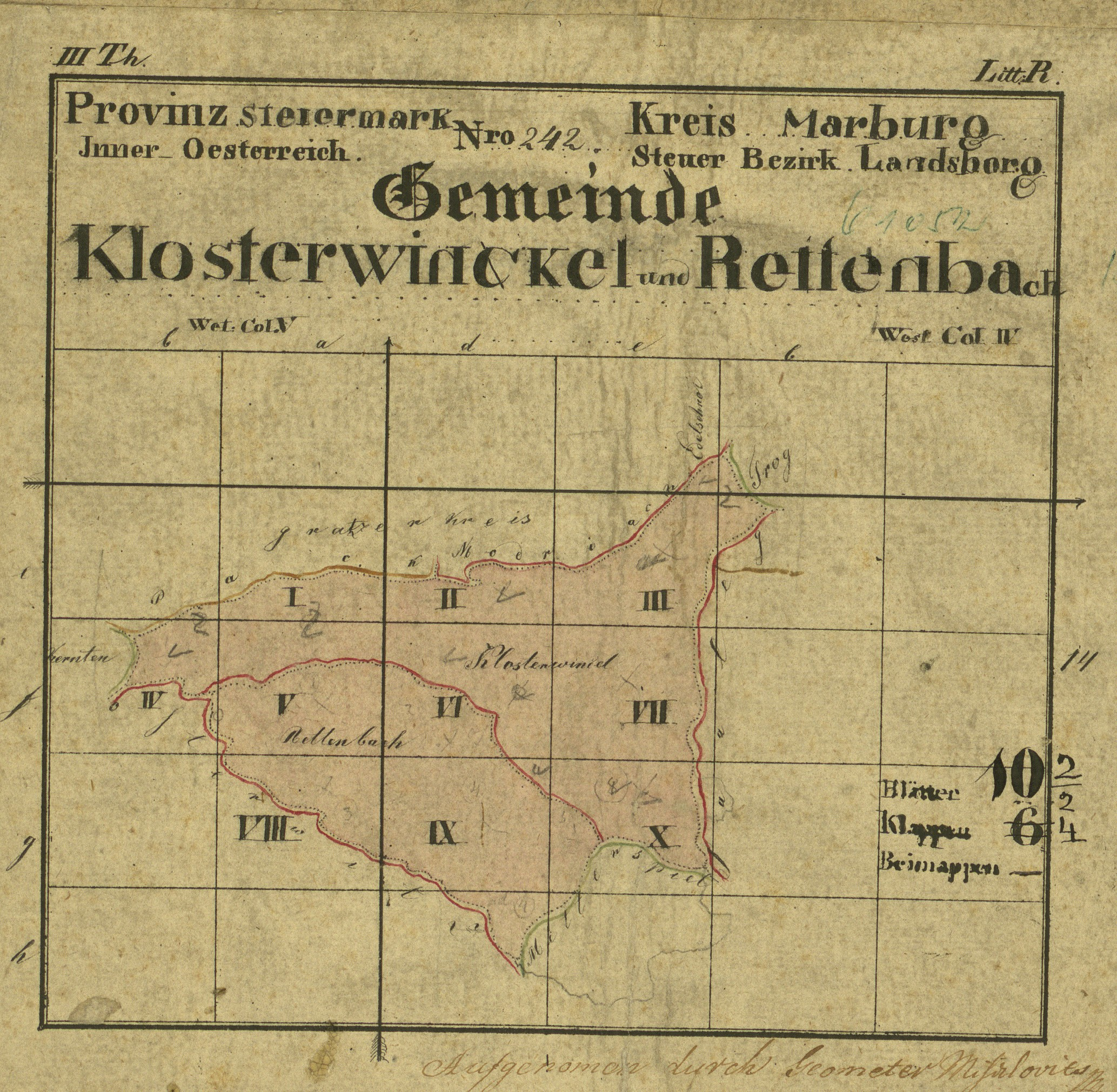
Übersicht zu den Katasterblättern
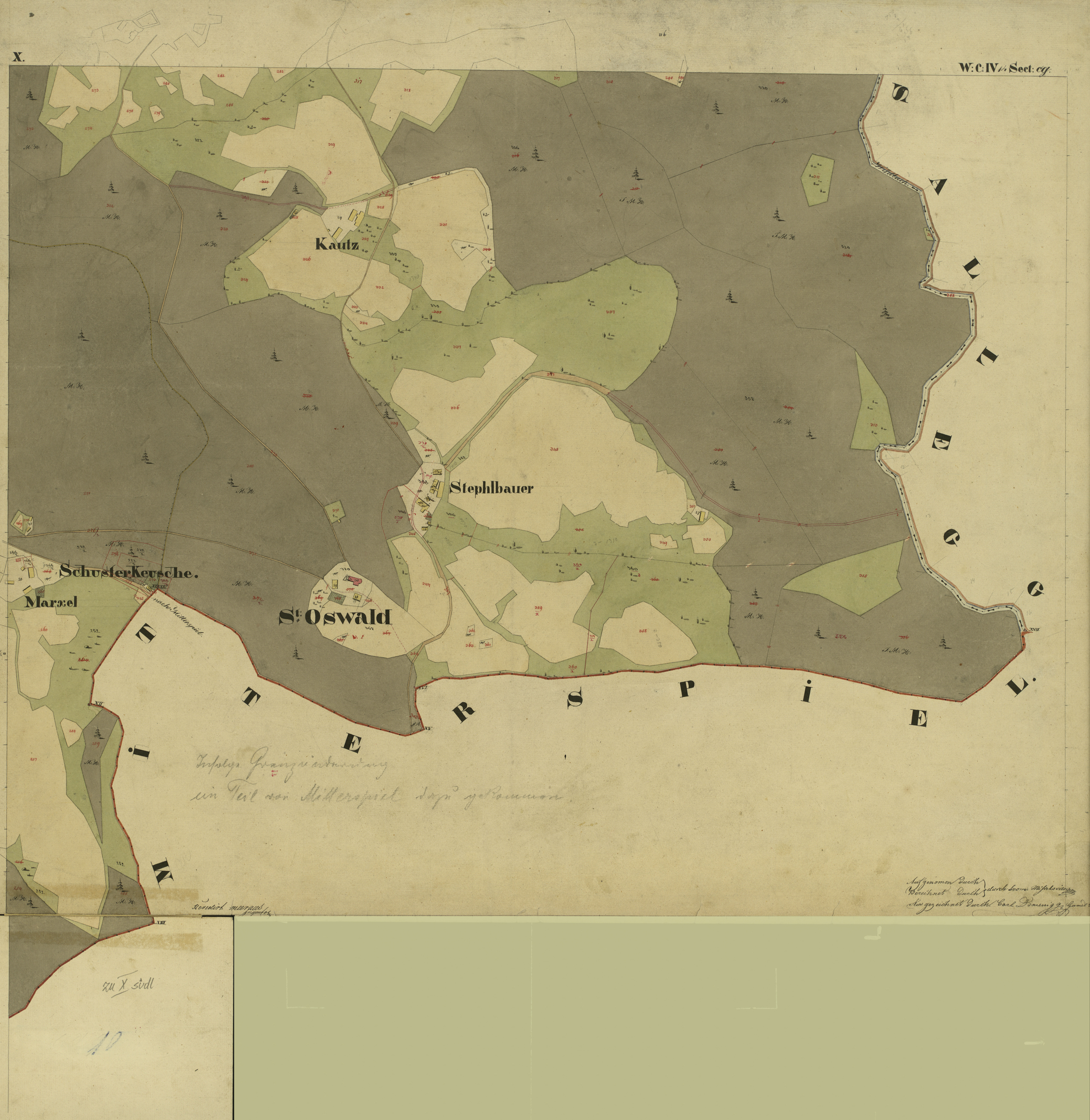
Grenze zu Mitterspiel vor 1891, Blatt X
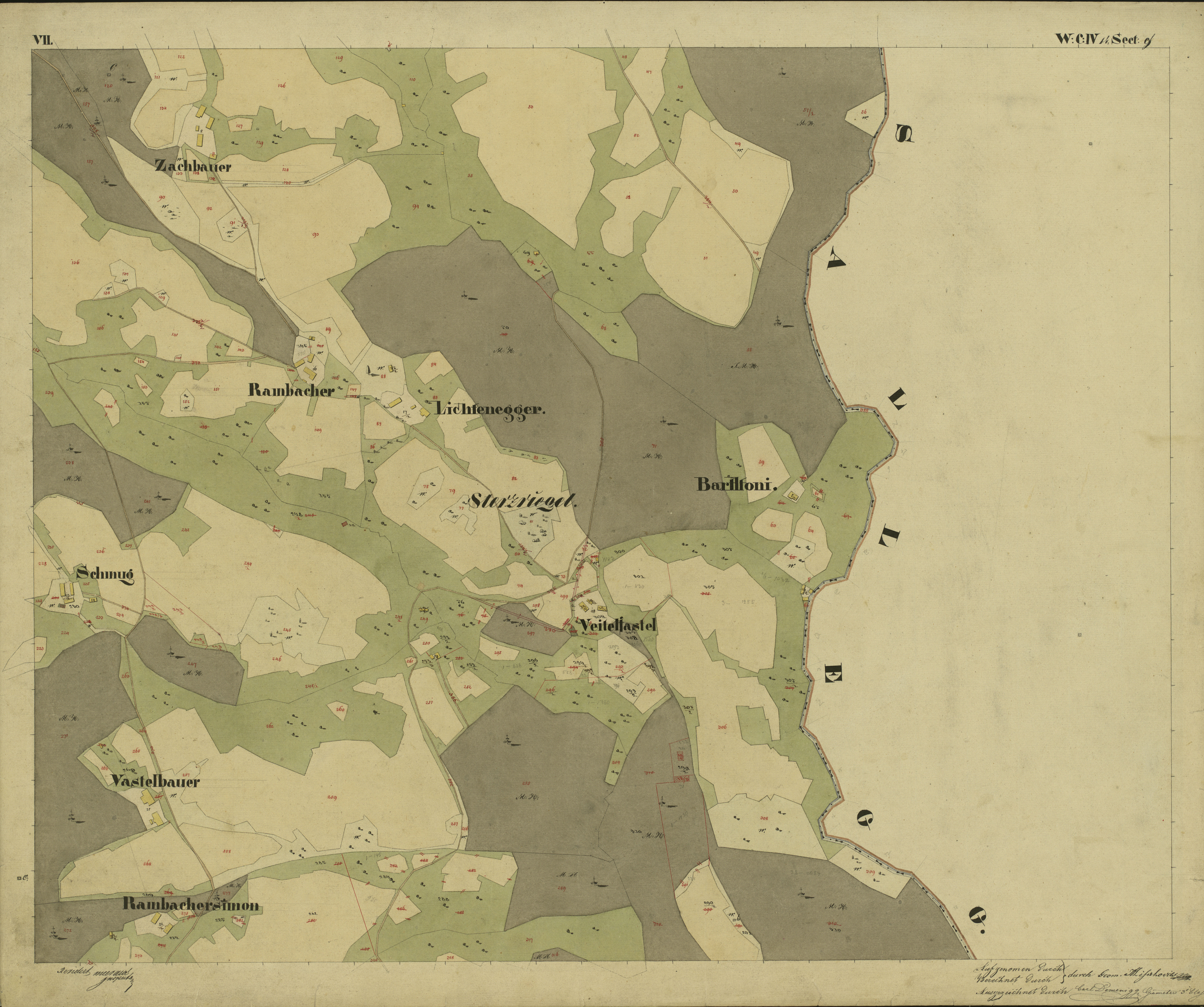
Sterzriegel, Blatt VII
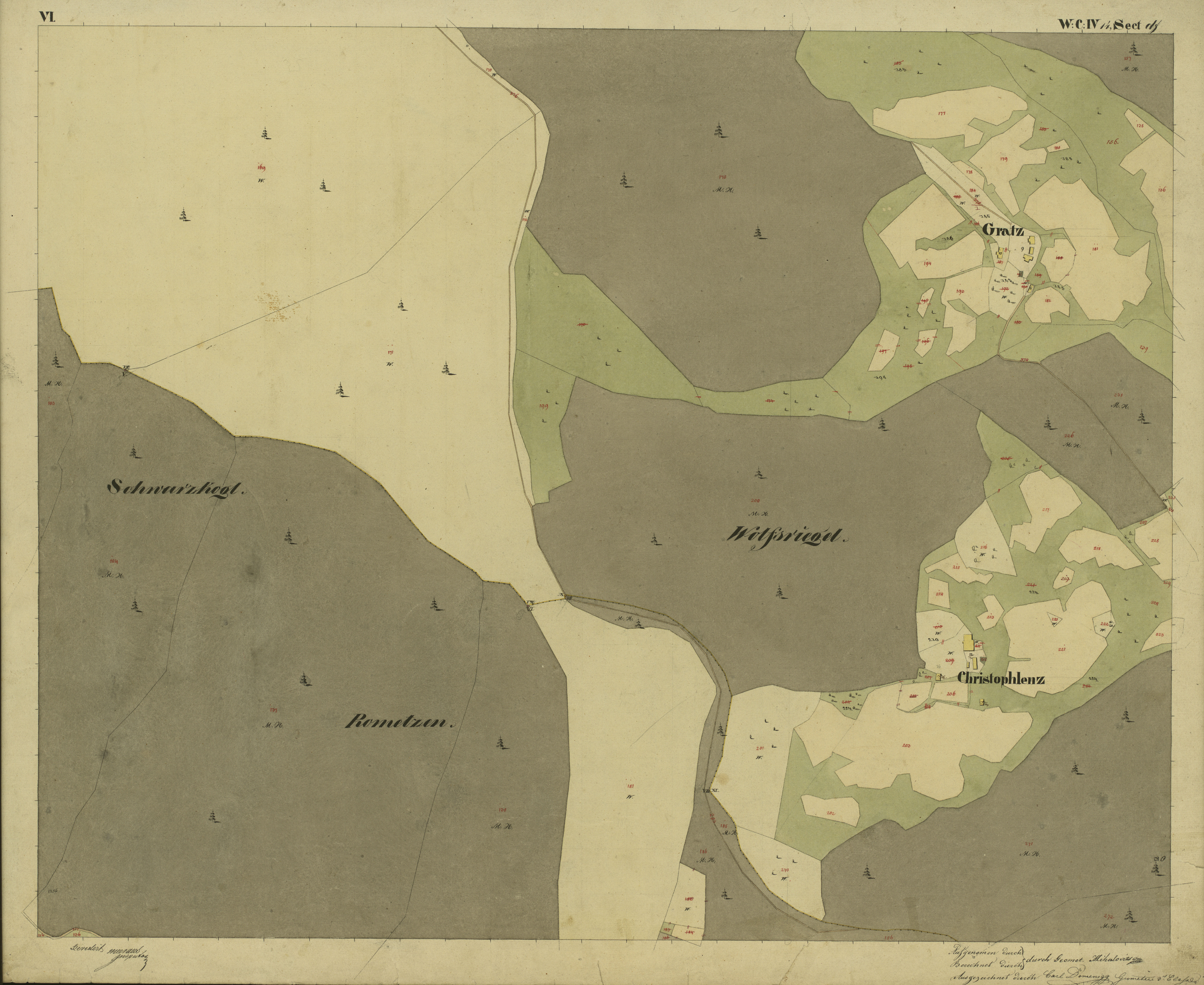
Rametzen, Wolfsriegel, Christophlenz, Gratzen, Blatt VI
Talschluss des Wildbachtales, Blatt III
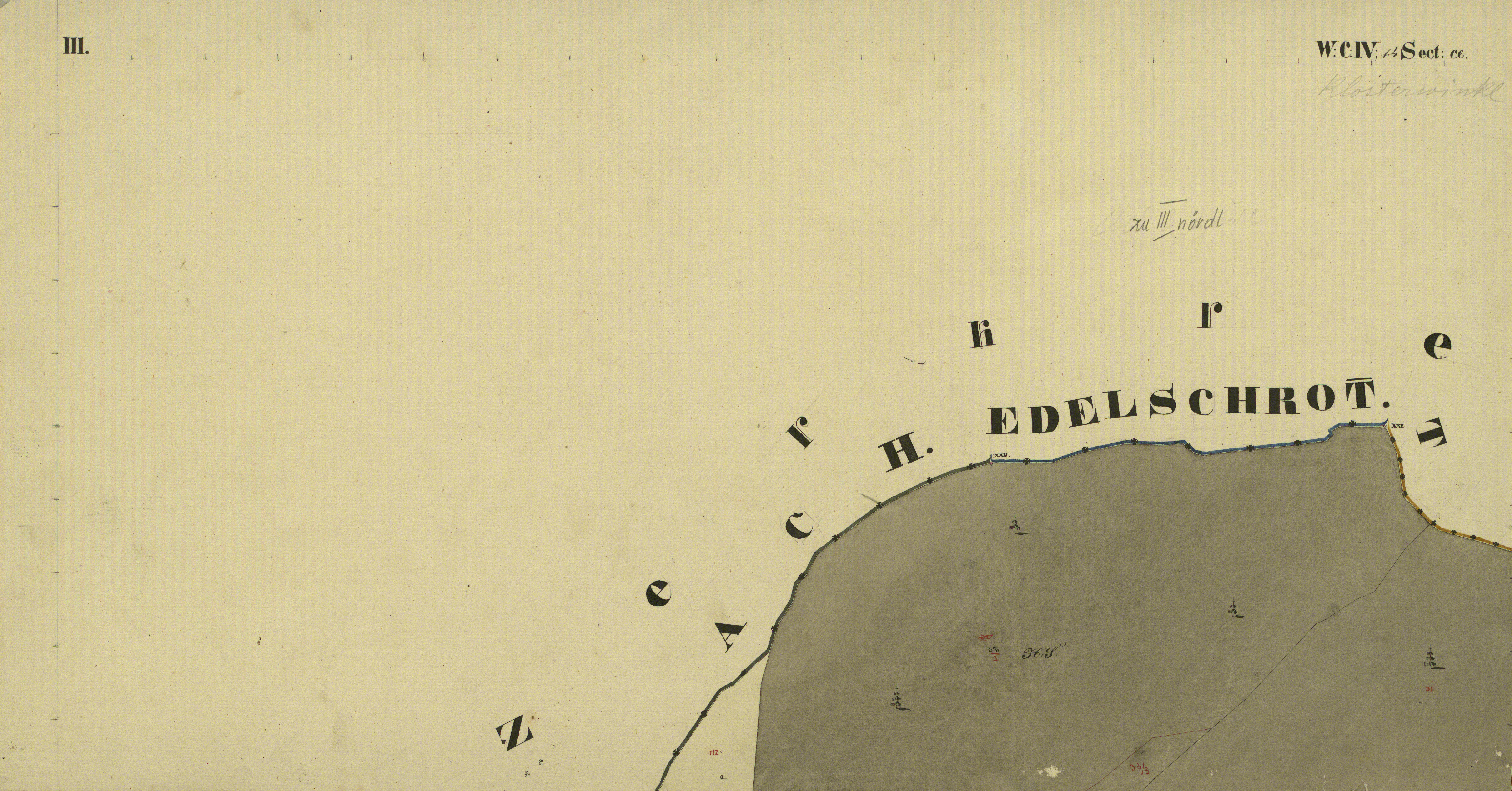
Grenze zu Edelschrott und Modriach, zu III
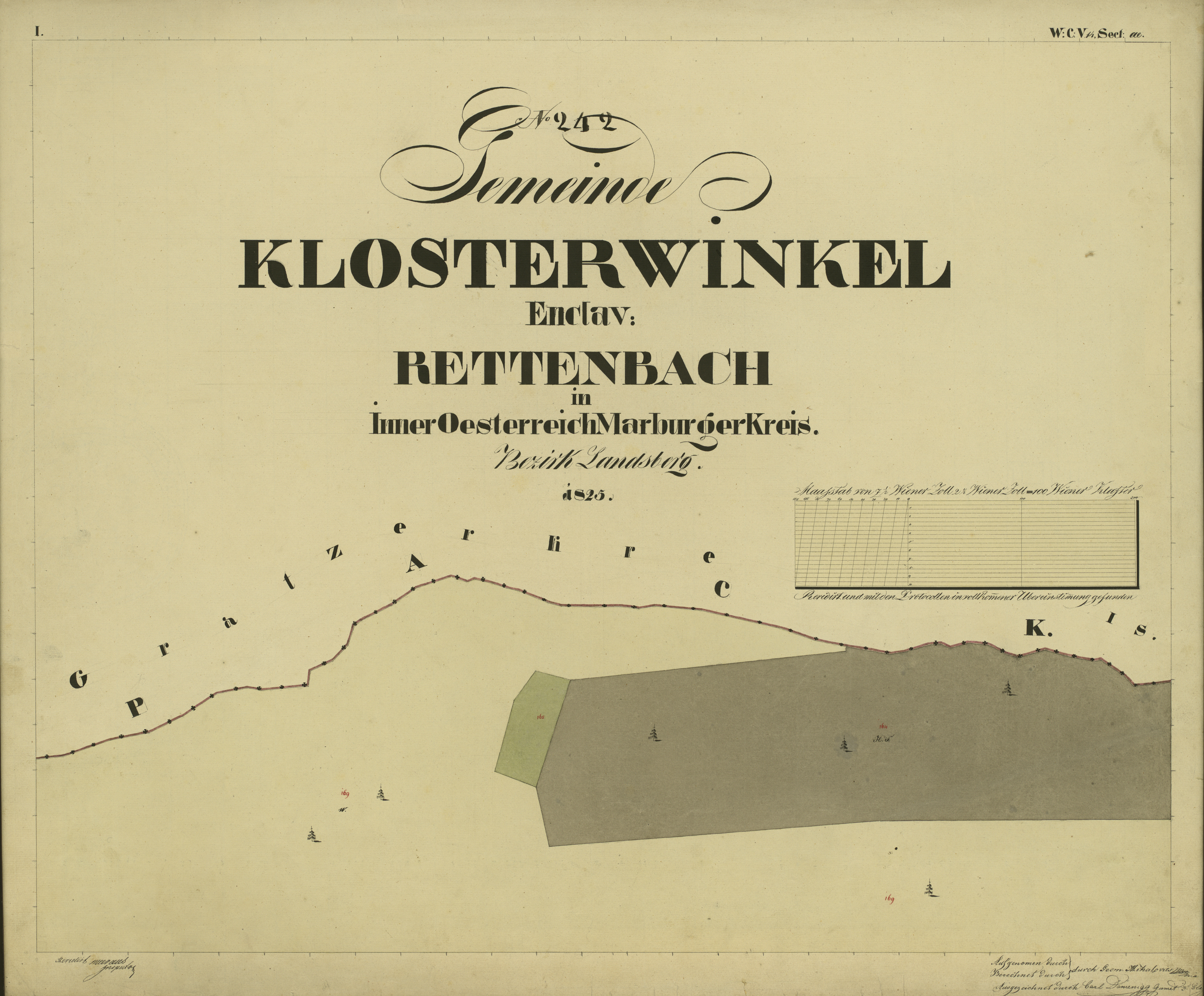
Das Gebiet der Freiländer Alm, Blatt I
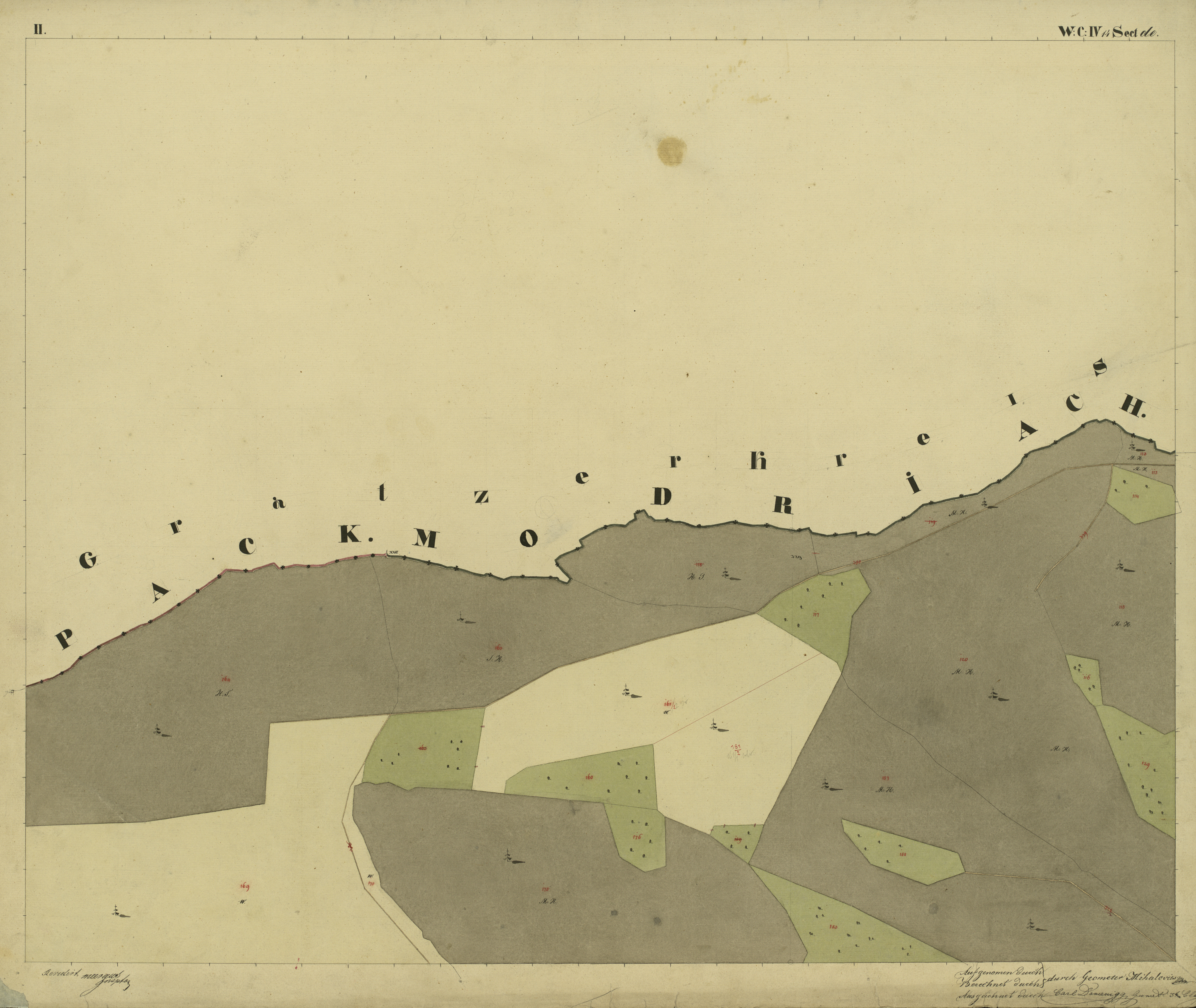
Freiländer Alm mit Filzmoos, Blatt II
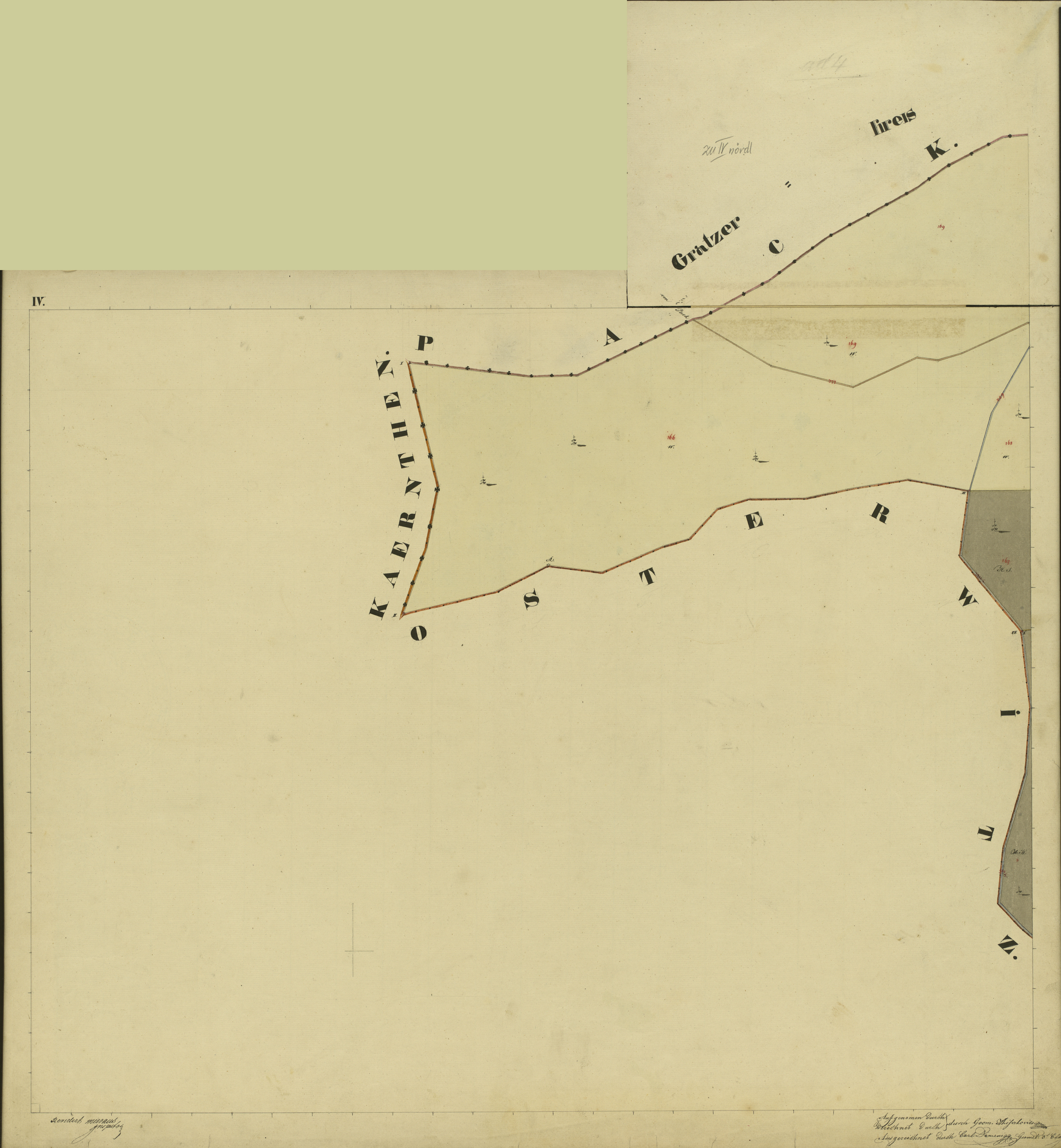
Stocker Alm, südliche Hebalm, Blatt IV
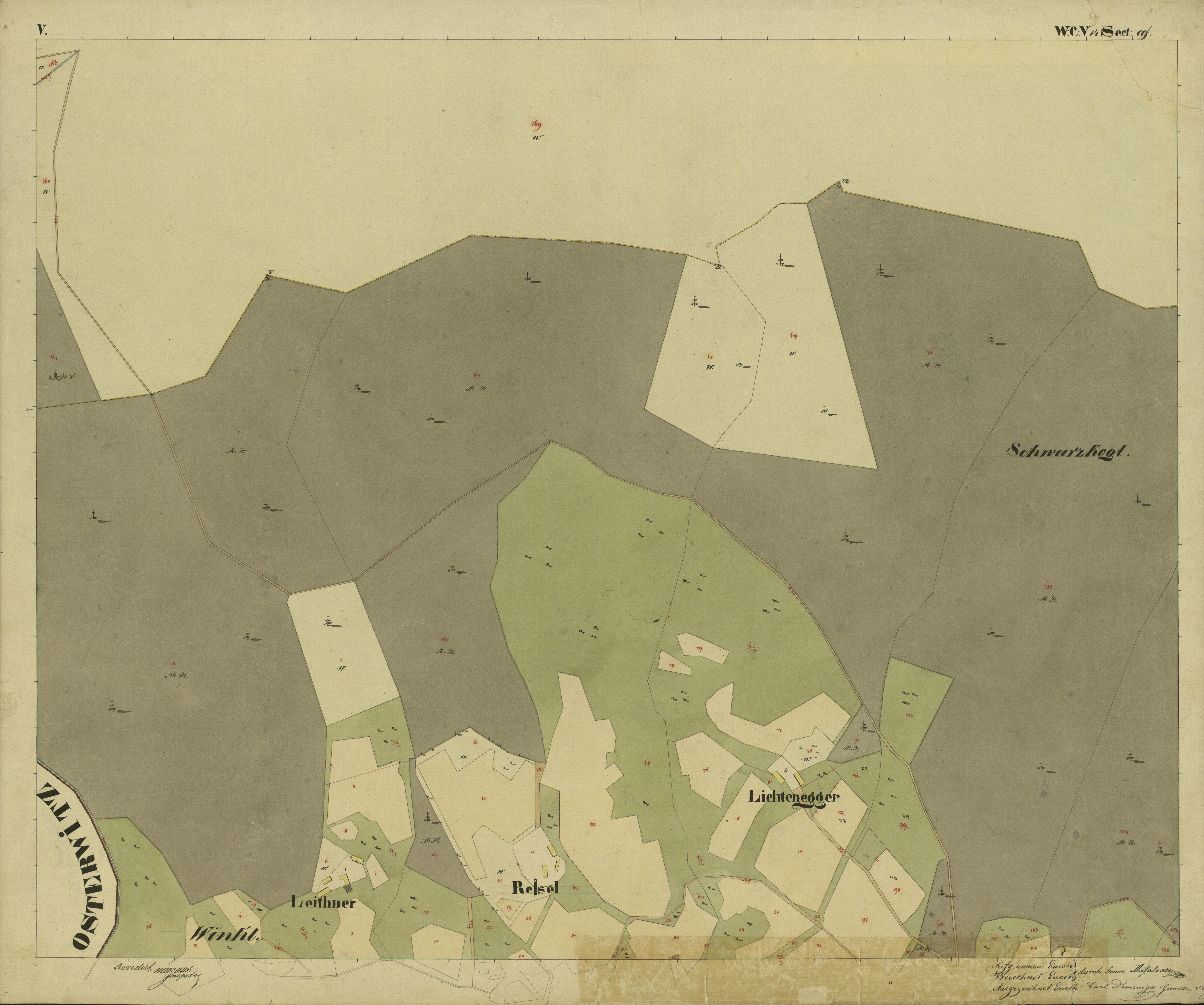
Freiländer Alm am Blochriegel nördlich Rettenbach, Blatt V

Die Hausnamen der Bauernhöfe in Klosterwinkel werden meist von (Vor-)Namen früherer Besitzer (Albrecht, Zach, Fastlannerl, Bartltoni, Urberfranz, Steffelbauer) abgeleitet. Weiters beziehen sich die Namen auf Örtlichkeiten (Lichtenegger, Reinbacher/Rambacher, Roansima) oder auf Funktionen (Reinischwirt, Gratzen, Triftweber). Zu einigen Namen wird eine Herkunft aus dem Slawischen angenommen, wie für Kautz (von Tkalec) und für Gratzen. Die Namen können Hinweise auf historische Situationen bilden.
Die Straßen in Klosterwinkel tragen keine offiziellen Namen, Häuser und Siedlungsstellen haben mehrfach ihre Nummerierung geändert. Zur Unterscheidung werden im Alltag, aber auch in der wissenschaftlichen Literatur
die Namen der Bauernhöfe als topografische Bezeichnungen verwendet. Diese Namen stammen nicht selten aus der Verwaltungspraxis des ausgehenden 17. Jahrhunderts, wo es für die Abgabenverwaltung durch die Grundherrschaften wegen gleich lautender Personennamen in größerem Umfang und auf Dauer notwendig wurde, Personen und ihre Wohnorte klarer zu bezeichnen. Für die Deutung eines Hofnamens sind oft in erster Linie die Geschichte und die Lage des Hofes heranzuziehen, nicht der verwendete Personenname.

#### Gratzen

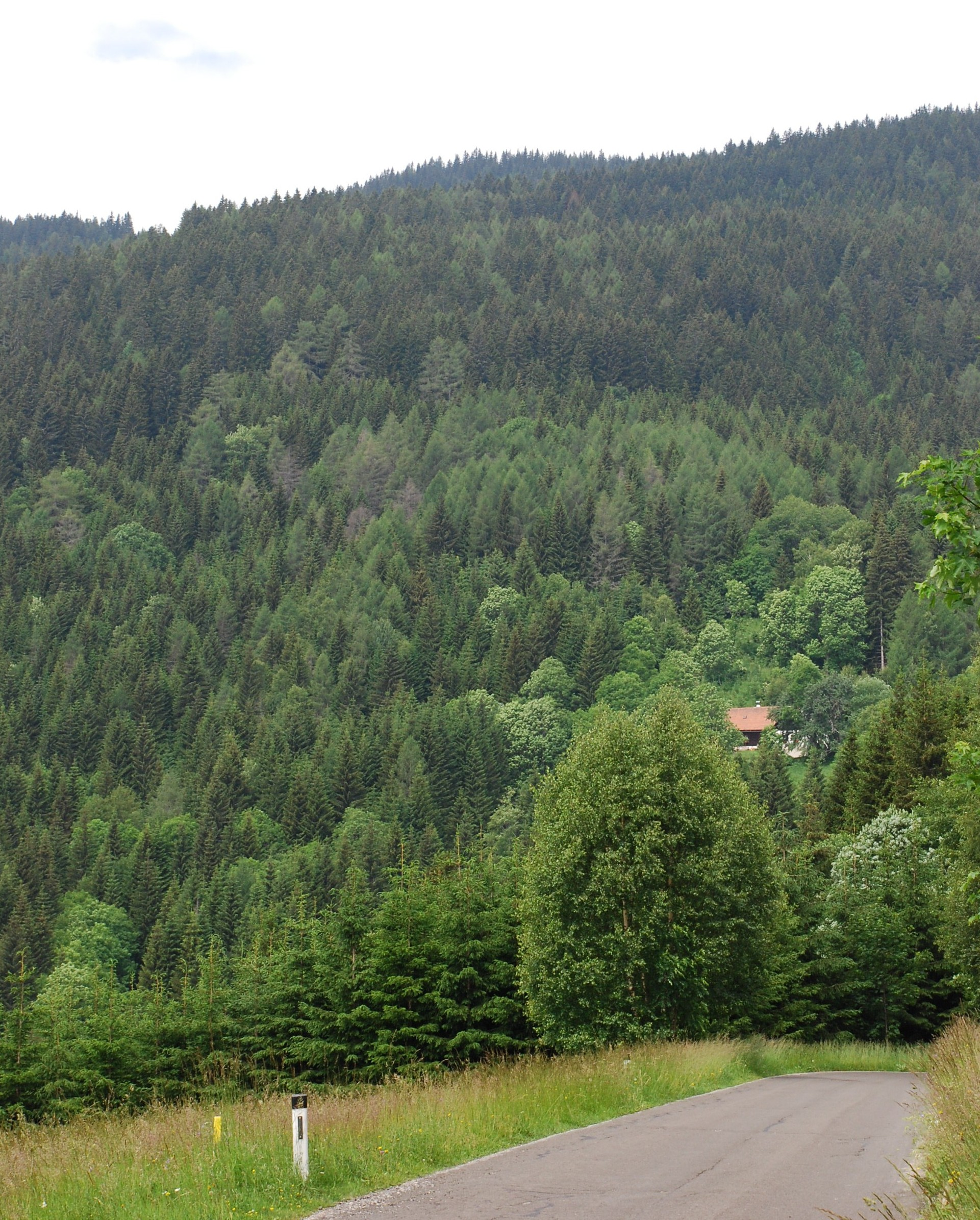
vlg. Gratzen in Klosterwinkel am Hang des Schwarzkogels

In der Mitte der Katastralgemeinde Klosterwinkel befindet sich ein ehemaliger Bauernhof „Gratzen“, dessen Name auf das Vorhandensein eines befestigten oder zumindest der Obrigkeit zugerechneten Gebäudes und eine slawische Besiedlung deutet. 
Der Name Gratzen leitet sich ab von „grad“ = Burg auf Altkirchenslawisch, slowenisch und kroatisch, „Gradec“ bedeutet „kleine Burg“ auf Slowenisch. Die Schreibweise des Hofnamens ist unterschiedlich: Graz, Gratz, Klosterwinkel-Gratzen, Gratzn, Gratzer usw. meinen denselben Bauernhof. Zu unterscheiden ist der Hof von dem Bauernhof mit dem gleichen Namen in Rettenbach.
Die heutige, erst nach 1938 errichtete Klosterwinkelstraße (L 645) verläuft südlich abseits dieses Anwesens.
Früher lag der Hof an einer örtlich zentralen Stelle mit weiter Aussicht in das Tal des Wildbaches: Die Josephinische Landesaufnahme um 1790 belegt, dass das Haus an einem der ehemaligen Durchzugswege von Deutschlandsberg auf die Hebalm lag. Von seinem Standort konnte nicht nur diese Wegeverbindung, sondern auch eine der kürzesten Verbindungen von Deutschlandsberg über das Schrogentor nach Modriach und damit in das Packgebiet kontrolliert werden. Ein weiterer Weg verlief östlich über den Bergrücken zwischen Klosterbach und Wildbach (Sterzriegel) in das Tal des Wildbachs.
Diese Situation ist auch noch in Karten aus den 1930er Jahren wiedergegeben (siehe Bild). Der Ausblick ist durch Bewaldung mittlerweile vermindert.
Der steile Höhenrücken, auf dem das Anwesen liegt, wird von den beiden Ästen des Klosterbaches begrenzt. Aufgrund dieser örtlichen Situation wurde der Klosterbach in der Vergangenheit teilweise als der eigentliche Hauptfluss des oberen Wildbachtales, als Oberlauf des Wildbaches, betrachtet. Der Klosterbach kann in alten Unterlagen, aber auch im aktuellen Sprachgebrauch, als Wildbach bezeichnet sein.
Als Klosterbach kann aber auch der westliche Quellfluss des Wildbaches bezeichnet sein.

#### Reinischwirt (Buchenreinisch), Reinischkogel
Mehrere Namen im Gebiet enthalten die Silbe „Rein…“: Das kann
- auf die Lage an einem Bachufer, einer (Acker-)Grenze, einem Rain hinweisen oder
- eine Verbindung mit dem Stift Rein bedeuten. Untertanen und Angehörige des Stiftes Rein rodeten und besaßen in der Weststeiermark umfangreiche Güter, sodass Namen mit „Reinisch-“ davon stammen können.[15]

Für eine Unterscheidung dieser Varianten bietet sich die Aussprache an: Der (Acker-)Rain wird als [ˈrõa ...] ausgesprochen (was manchmal zu Schreibungen wie „Rohr-“ führen kann, z. B. Rohrsima oder Roabacher, dieser auch „verhochdeutscht“ Rambacher), die andere Variante als [ˈræi ...] wie bei Reinischkogel, Reinischwirt.

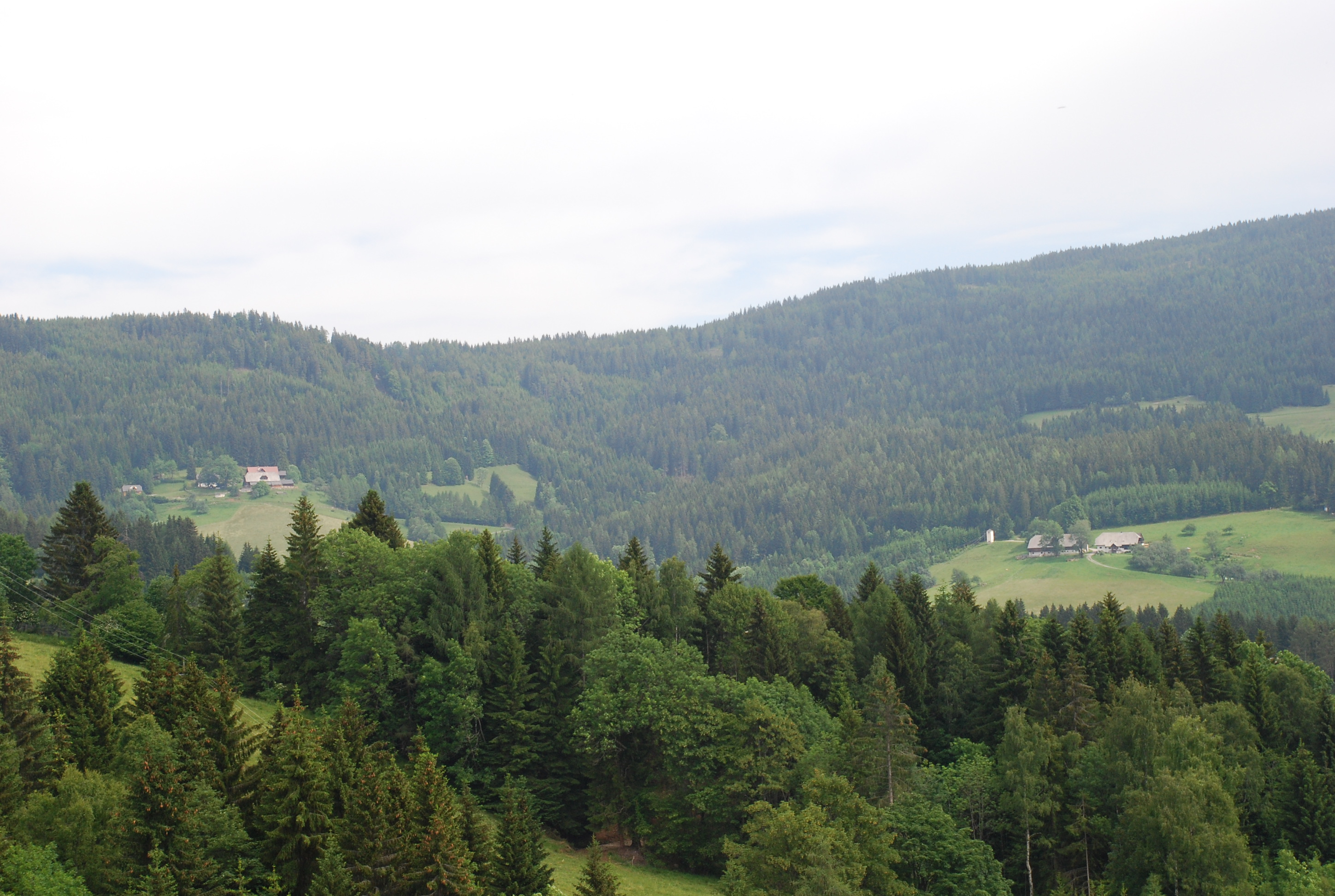
vlg. Albrecht und vlg. Bartltoni im Klosterwinkel: links verläuft der alte Weg von Kloster über das Schrogentor nach Modriach.

Der Hofname des (mittlerweile geschlossenen) Gasthofes „Reinischwirt“ lautet Buchenreinisch. Dieser Name ist ein Hinweis auf die früher häufigen Rotbuchenbestände des Gebietes. Pottasche aus Rotbuchen war Teil der Grundlagen der Glaserzeugung im Koralmgebiet. Die Aschenproduktion (Aschenbrennen) war bis in das 18. Jahrhundert ein bedeutender Erwerbszweig.

#### Albrecht
Der Name kann einen Hinweis auf den im Mittelalter bei den Herrschern Österreichs bzw. der Steiermark häufigen Namen Albrecht und damit eine Zeitangabe zur Gründung dieses Hofes bzw. Rodung der Grundflächen enthalten. 1292 kam es zu Kämpfen eines Landsberger Bundes gegen den seit 1282 in der Steiermark herrschenden Herzog Albrecht I. von Habsburg.
Die Fehde wurde 1298 beigelegt. Albrecht setzte sich auch gegen den Salzburger Erzbischof durch, der die Unruhen unterstützt hatte.

#### Zach, Zachn
Der Name „Zach“ wird als Kurzform auf den früher häufigeren biblischen Namen Zacharias zurückgeführt: (Vater Johannes des Täufers, bzw. der Prophet Zacharias).
„Zach(e)“ (männl., also „der Zachn“) ist auch ein altes Wort für den Docht in einer Lampe.
Ob die in Ortschaften des Gebietes immer wieder vorkommenden Hofnamen auf „Zach-…“ damit in Verbindung gebracht werden können, ist offen: Lampendochte waren ein notwendiges Wirtschaftsgut. Dass sich in entlegenen Gegenden wie dem hier behandelten Gebiet eine Person auf dessen Herstellung spezialisiert hat, ist nicht verifizierbar, aber auch nicht von vornherein auszuschließen.

#### Urberfranz
Der Namensteil „Urber-“ kann auf mehrere Bezeichnungen zurückgeführt werden:
Urbe(de) ist ein altes Wort für Zahlungen
an eine Obrigkeit (Grundabgabe, Zins, Rente, Pacht, Steuer etc.).
Der Begriff kommt wie das Wort Urbar aus dem althochdeutschen „ur-beran“ bzw. dem mittelhochdeutschen „erbern“ für „hervorbringen“ oder „(der Grundherrschaft) einen Ertrag bringen“. Es kann ein Zahlungsverpflichteter solcher Leistungen gemeint sein.
Urber als Familien- oder Hofname kann einen Hinweis auf die bairische Kolonisation Südostösterreichs bedeuten. Der Name kann sich aus der Herkunftsbezeichnung Urbair, Urbayer ableiten, die eine Abstammung aus Bayern bedeutet. Klosterwinkel war Ende des 8. Jahrhunderts nach Unterwerfung der slawischen Herrscher durch den Baiernherzog Tassilo III. dem Herzogtum Bayern unterstellt. Erst nach Absetzung Tassilos durch Karl den Großen kam es unter die Oberhoheit des Frankenreiches.
Urber wird auch vom Namen Urban abgeleitet.

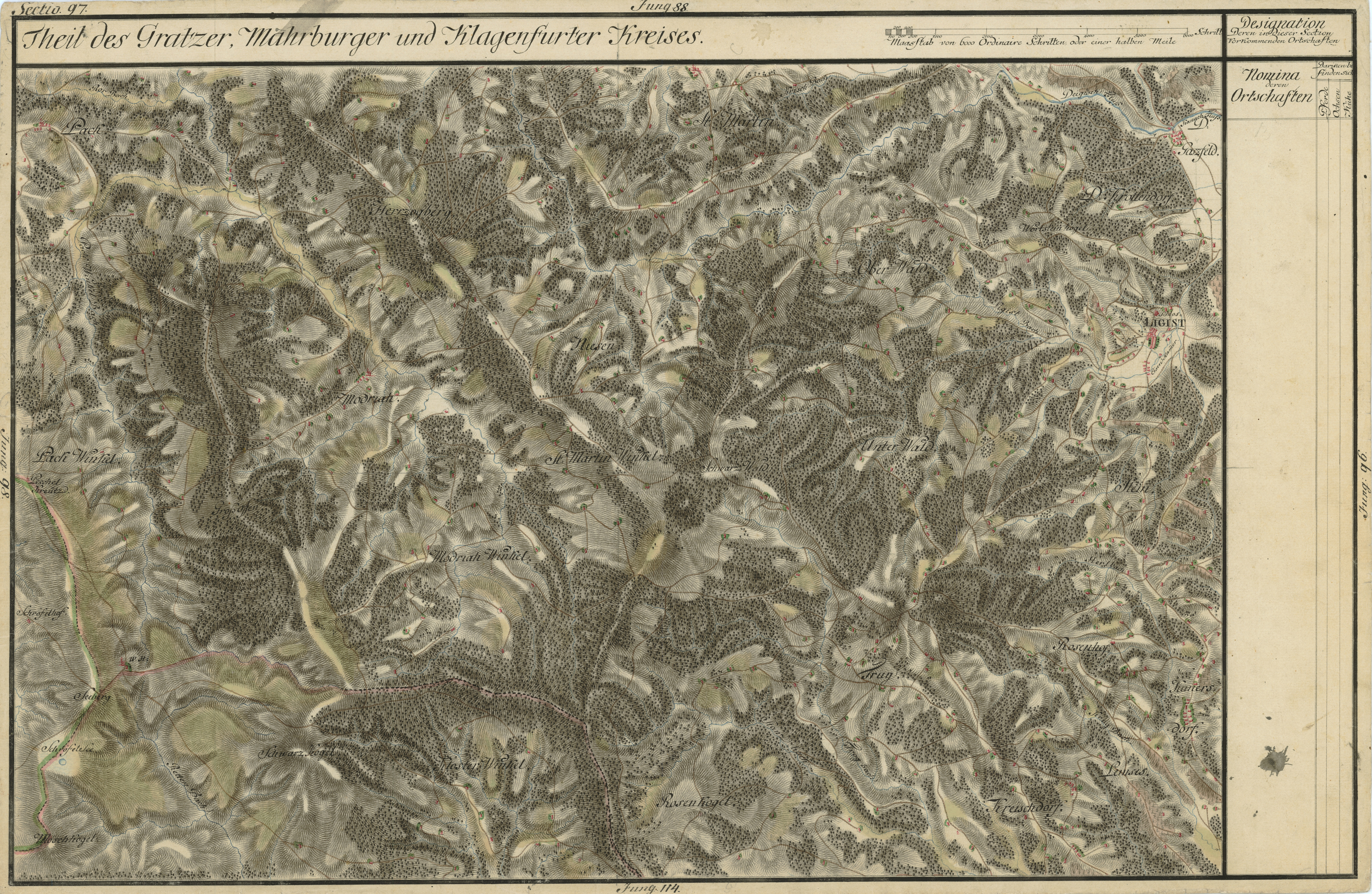
Klosterwinkel in der josephinischen Landesaufnahme um 1790 (links unten)

Das Gebiet bei vlg. Urberfranz ist im 19. Jahrhundert unter „Christoflenz“ ausgewiesen.

#### Schmuck
Dabei handelt es sich um einen deutschen Namen, zu mittelhochdeutsch smuc „das Anschmiegen, Umarmung“.
Dabei kann es sich um einen Übernamen nach einer charakterlichen Eigenschaft handeln oder einen Namen für jemanden, der gerne „Schmuck trägt, sich schmückt“ oder von „enganliegend (von der Kleidung)“. Eventuell wäre auch an eine Bedeutung „Zusammengekrümmter, Krummer“ zu denken, da smuc vom Verbum schmiegen (mit diesen Bedeutungen) abgeleitet ist. Mit schmuggeln hat der Name nichts zu tun. Die in Familiennamen des Gebietes vorhandene slowenische Schreibung „Žmugg“ wird als die phonetische Transkription der deutschen Lautung betrachtet.

#### Kautz
Zu diesem Hofnamen werden zwei Erklärungen vertreten:
- nach dem Waldvogel Kauz
- nach dem slawischen Wort tkalec für „Weber“.[32]

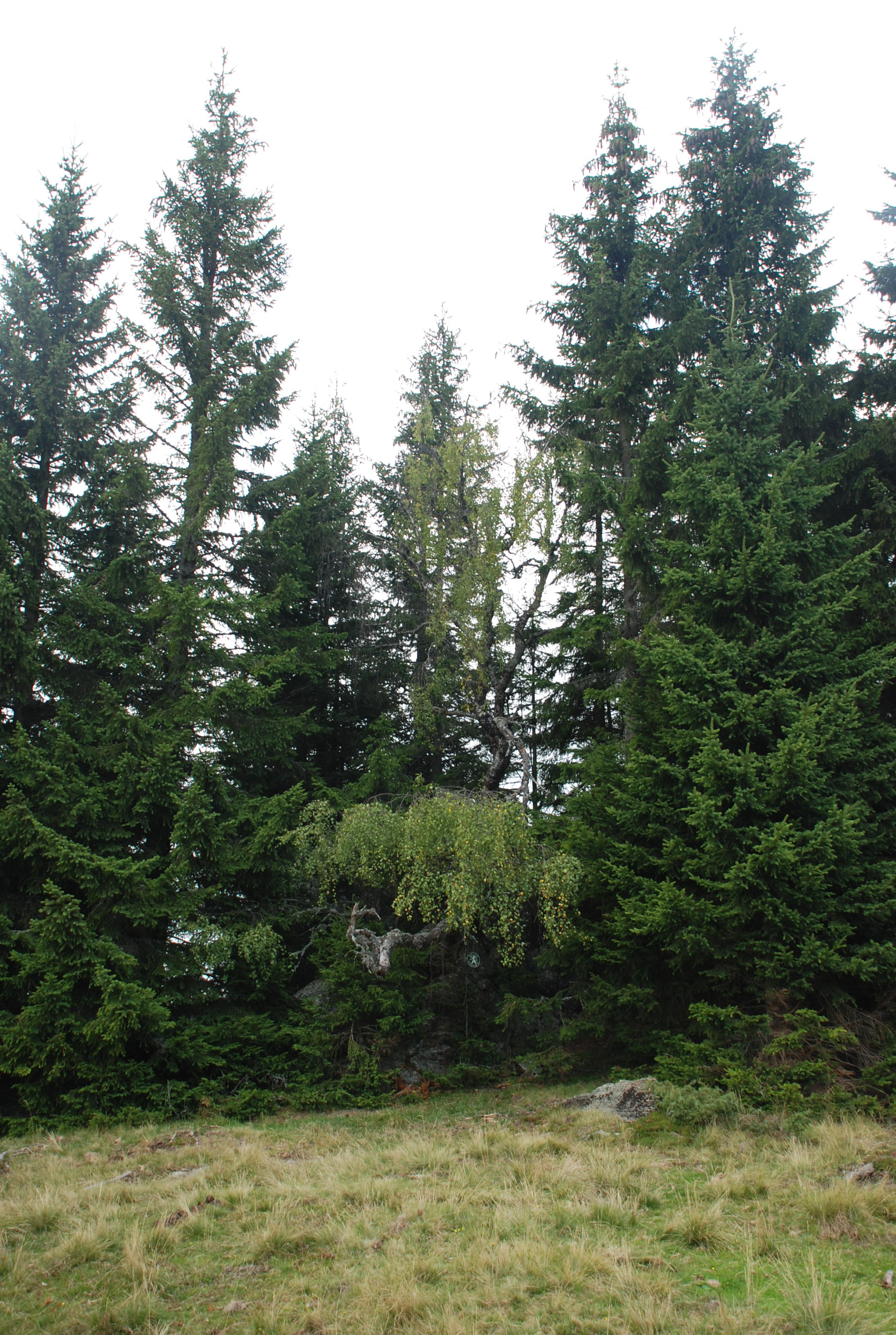
Birkenkögerl

## Naturdenkmale

### Filzmoos
In der Katastralgemeinde befindet sich das Naturschutzgebiet „Freiländer Filzmoos“.

### Birkenkögerl
Der im Gebiet weit verbreitete Plattengneis ist entlang seiner Schieferung leicht spaltbar. Das begünstigt nicht nur seine Verwendung als Baumaterial, sondern führt auch dazu, dass sich in den Spalten des Gesteins Pflanzensamen sammeln und auskeimen. An manchen Stellen bewirkt das den Eindruck, als wäre „ein Baum aus dem Felsen herausgewachsen“, wobei das Wurzelwerk das Felsgefüge gesprengt hätte.
Auf einem felsigen Hügel, der als „Birkenkögerl“ bezeichnet wird, befand sich um ca. 1960 eine einzeln stehende, mächtige Weißbirke, deren Wurzeln die Felsplatten soweit zerlegt hatten, dass man unter ihnen durchblicken konnte.

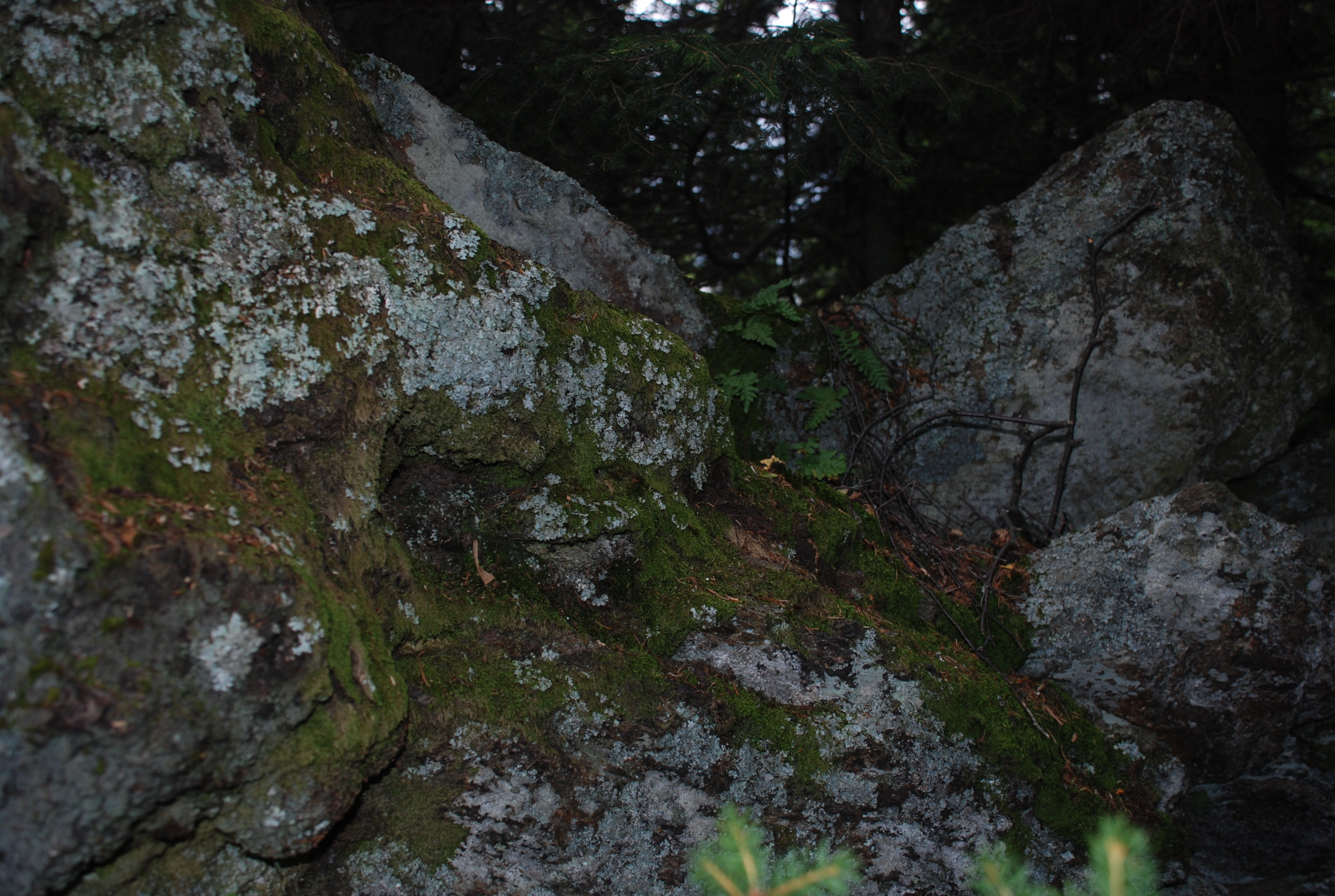
Birkenkögerl: Der Felsblock, auf dem sich die Birke befindet, wurde durch deren Wurzeln zerlegt

Die Stelle befindet sich ca. 400 Meter östlich der Freiländer Almhütte links des alten heute unbezeichneten, aber im Gelände deutlich erkennbaren Karrenweges auf den Schwarzkogel. Sie war Naturdenkmal.
Der ursprüngliche Baum war 2007 weitgehend abgestorben und vermorscht, hatte aber neue Ausläufer getrieben. Sein Standort war von Fichten dominiert, der Durchblick unter dem Stein aber nach wie vor möglich. Die Naturschutzerklärung wurde im Sommer 2010 aufgehoben. Der Standort des ehemaligen Naturdenkmals liegt seit 2010 im Gebiet des Naturschutzgebietes „Freiländer Filzmoos“.

### Lindenbaum
Eine Linde in Klosterwinkel wird vom Schriftsteller Max Mell in seiner Erzählung „Paradeisspiel“ mit folgenden Worten beschrieben:

„… Wir in den Städten haben auch nirgends in unseren Anlagen die riesigen alten Bäume, wie sie auf den Bauernhöfen an den Hängen der Koralpe stehn. … Oder die andere Linde, die ich eines Tages auf einem Bauernhof in Klosterwinkel sah! Der ganze Platz war von ihren Wurzeln gebirgig geworden, und ich hatte siebenmal die Arme auszubreiten, um den Umfang des Stammes abmessen zu können.…“

## Kapellen
Die Steffelbauer-Kapelle befindet sich im Ostteil der Katastralgemeinde. Sie ist der Hl. Maria gewidmet und wurde von den Grundbesitzern, der Familie Horvath, 1962 erbaut.

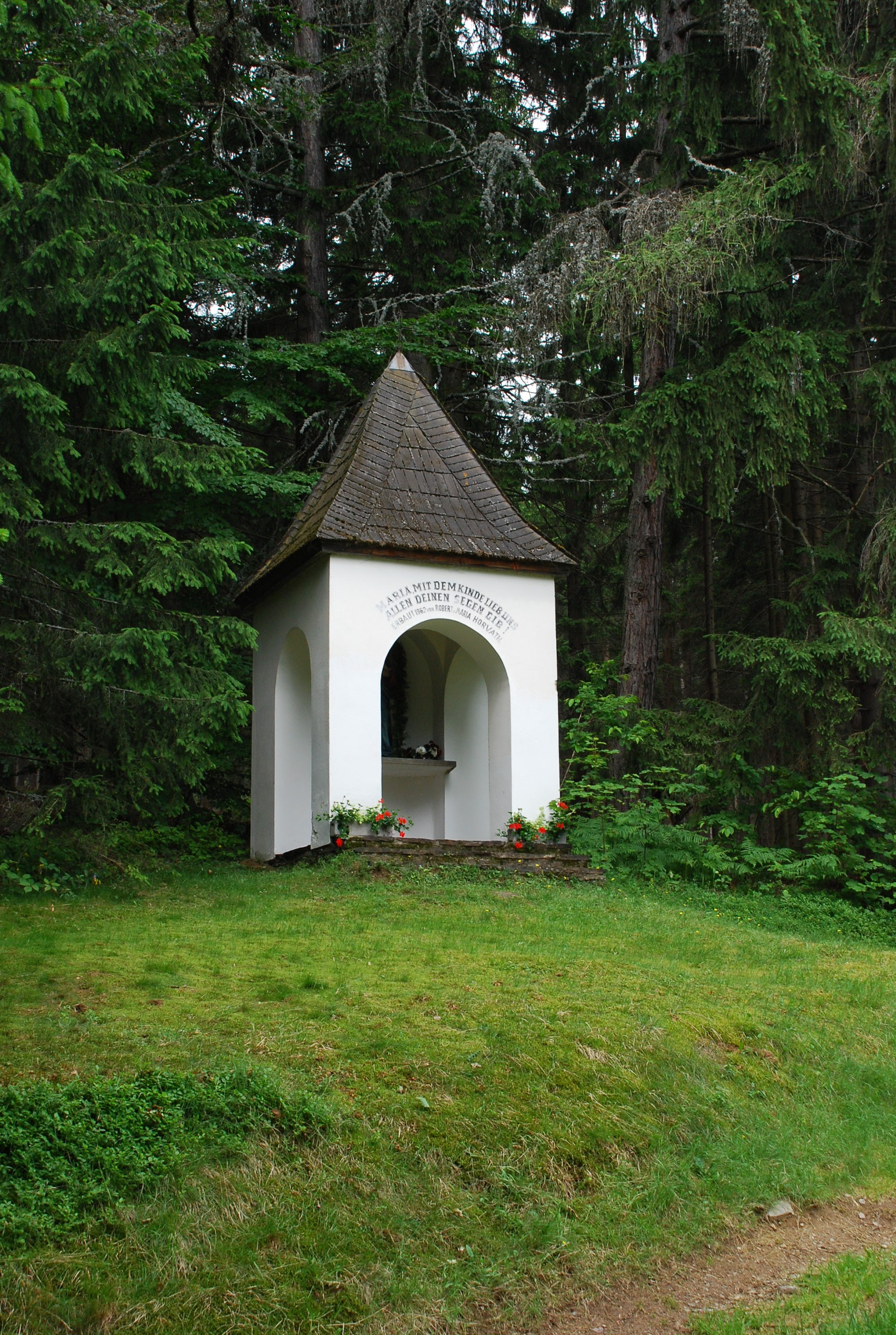
Steffelbauer-Kapelle der Fam. Horvath in Klosterwinkel

Zwei weitere Kapellen befinden sich bei den Höfen vlg. Fastlannerl und vlg. Bartltoni.

## Veranstaltungen
In den Gasthöfen Reinischwirt (Annemarie Longus und Ida Lueger) und beim Steffelbauer (Martin Horvath) standen Räume für private Veranstaltungen in Klosterwinkel zur Verfügung.
Beide Gasthöfe (Reinischwirt seit 2020) sind geschlossen, früher fanden Veranstaltungen mit Musikgruppen und Künstlern aus dem Bezirk und der weiteren Umgebung statt, z. B. den Lonsperch Rofflern (Jazz, Folk, Rock, Kabarett, moderne Theaterliteratur) oder der Gruppe „Anida a Noar“.
Weitere Veranstaltungen werden im Ort St. Oswald in Freiland abgehalten (Gemeindezentrum bzw. Gasthof Triftweber).

## Geologie
Die Katastralgemeinde liegt auf der Grenze zwischen Gneis-Glimmerschiefer und Plattengneis. Der Plattengneis liegt am westlichen Ende eines der acht publizierten Plattengneisgebiete in der östlichen Koralpe, des „Komplex Freiland“.
Beim Bauernhof Kautz stieß man beim Stallbau auf eine etwa fünf Meter lange Linse eines Kalksilikatschiefers (Marmor), was in der Fachliteratur als Unterschied zu anderen Bereichen dieser Gesteinsgrenze vermerkt ist.
Der Marmorblock, in welchem auch die Silikatminerale Augit und Skapolith gefunden wurden, trägt zum Verständnis der Gesteinsformationen des Gebietes bei.
Der Untergrund von Klosterwinkel besteht dementsprechend im nordwestlichen Teil aus einem Gestein, das stark mit Glimmer durchsetzt ist (Gneisglimmerschiefer).
Die Glimmerplättchen bringen manche Gesteinsblöcke und Sandstrecken bei starkem Sonnenschein besonders dann zum Glänzen, wenn ein vorheriger Regenguss den Staub gebunden hat.

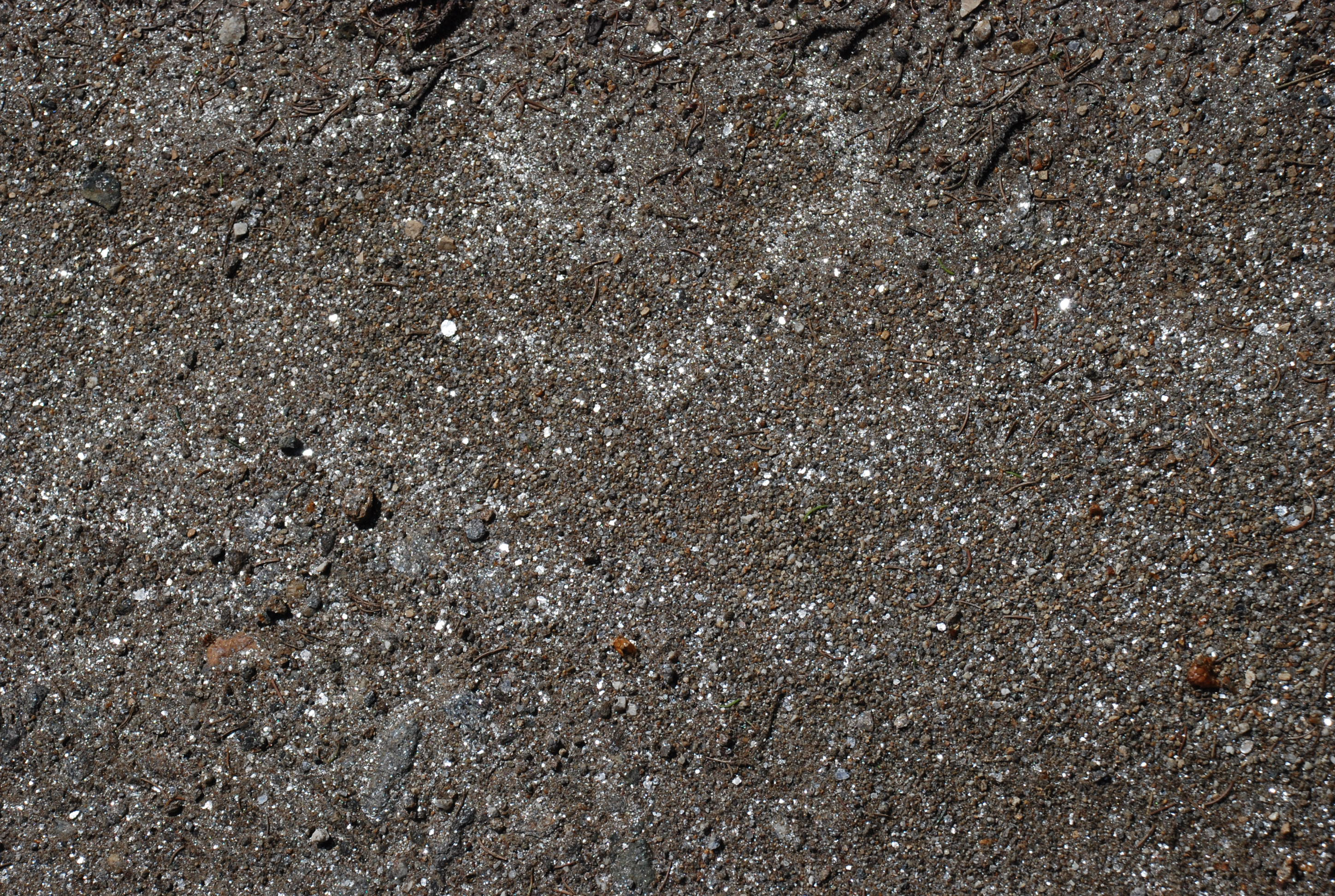
Glimmerplättchen auf einer Naturstraße

Bei Straßenbauten und Hangrutschungen an den Bächen und Flüssen wurden bis zu handgroße Glimmerplatten und Kristalle freigelegt. Allgemein verbreitetes Gestein des Gebietes ist Gneis.
Die Bäche in Klosterwinkel fließen meist in engen, teilweise schluchtartigen Gräben, deren Hänge Mineralienfundstellen enthalten.
Weitere Mineralienfundstellen entstehen beim Bau oder Ausbau von Straßen, wie südöstlich des Bauernhofes Klugbauer, wo in einem Pegmatit Pyrit und Kassiterit (Zinnstein) gefunden wurden.